# Bystré (okres Svitavy)
Bystré (německy Bistrau) je město nacházející se na východním okraji Čech v okrese Svitavy v Pardubickém kraji, zhruba 12 km jihovýchodně od Poličky. Žije zde přibližně 1 600 obyvatel. Historické jádro města je od roku 1990 městskou památkovou zónou.

## Historie

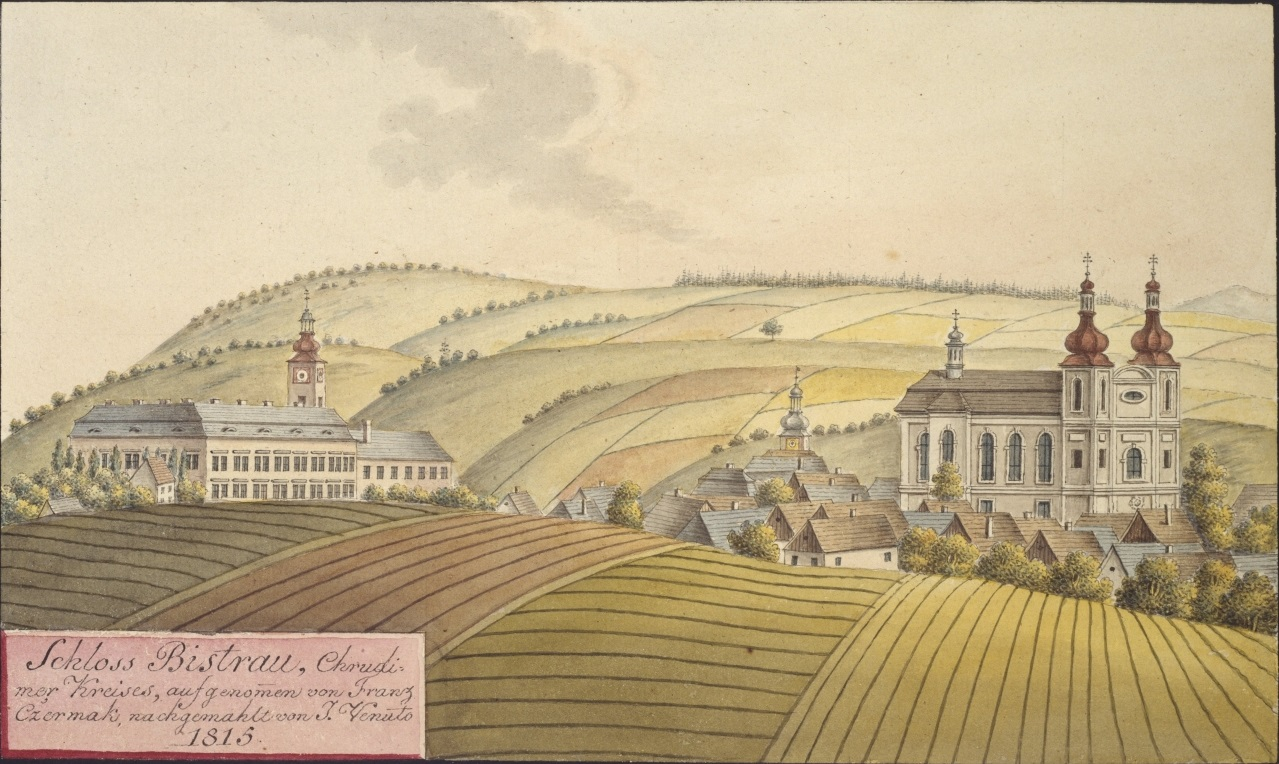
Historický obrázek vpravo kostel, vlevo zámek Bystrá, (1815, Jiří František Čermák, vymaloval Joann Venuto, sbírka Rakouské národní knihovny / Österreichische Nationalbibliothek)

První písemná zmínka o městě Bystré pochází z roku 1200. V Kronice české od Václava Hájka z Libočan, kterou nelze brát jako věrohodný pramen, je v roce 1021 zmiňována tehdejší osada ležící asi kilometr na západ od dnešního města v místě zvaného U kostelíčka. Název pochází od názvu potoka, na kterém osada ležela – Bystrý.
Po vypálení původní osady byla na Trstenické stezce postavena nová trhová ves Bystré (zmiňována roku 1349) ve tvaru podkovy. Prvními majiteli obce Bystré byly páni z Mokošína. Od roku 1213 ves patřila ke svojanovskému panství. Za vlády Karla IV. byla povýšena na město. V pozdějších dobách získalo město řadu privilegií – např. vybírání mýta, právo týdenního trhu a jiné. V 16. století se novým majitelem města stal Jan Bezdružický z Kolovrat, jenž nechal přestavět místní tvrz. Roku 1604 zemřel a je pohřben v hrobce v místním kostele. Následujícími majiteli byli páni z Martinic, kteří zahájili v Hamrech (dnes část Bystrého) těžbu železné rudy. Za třicetileté války bylo město zpustošeno; v roce 1624 tudy táhl Albrecht z Valdštejna. V roce 1686 koupil bysterské panství Leopold z Valderode, ovšem roku 1707 jej ve veřejné dražbě koupil Jakub III. Hanibal, říšský hrabě z Hohenemsu, který dal ve městě postavit radnici. Za jeho syna František Rudolfa byl roku 1732 položen základní kámen k baroknímu kostelu a založeny nedaleké lázně Balda. Roku 1848 bylo zrušeno patrimoniální panství a město získalo vlastní správu. Roku 1869 smrtí říšské hraběnky Ernestiny rod Hohenemsů vymřel a bysterské panství tak připadlo císaři, resp. státu, který ho vlastnil až do vzniku Československa v roce 1918.

## Znak a prapor

### Znak
Znak města zobrazuje lovce, který na pokraji lesa zabil kopím medvěda. Pověst vypráví, že v době, kdy bylo Bystré spojeno se Svojanovem, byly daně z Bystrého a připojených obcí odváděny do Svojanova. Tam je odnášel výběrčí – snad jeden z konšelů. V hlubokých lesích mezi Hartmanicemi a Svojanovem jej přepadl medvěd, kterého muž oštěpem zabil. Tento znak je i na pečeti města.

### Prapor
Prapor města má temně červené pozadí na němž jsou dva vlnité pruhy – zlatý a černý, které symbolizují, že město bylo založeno nad dvěma potoky – Zlatým a Bysterským. Prapor byl vysvěcen v roce 1998.

## Pamětihodnosti

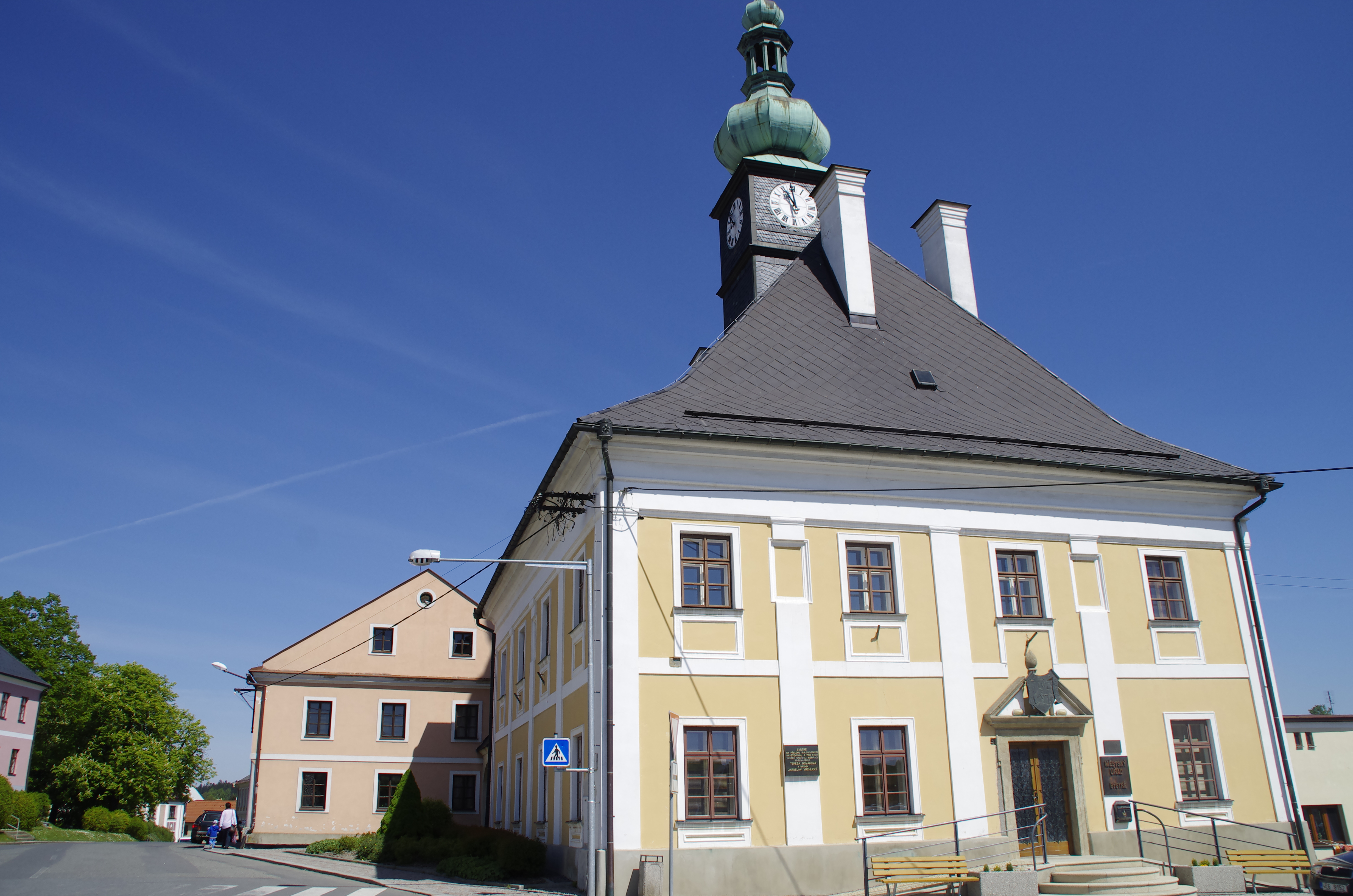
Radnice

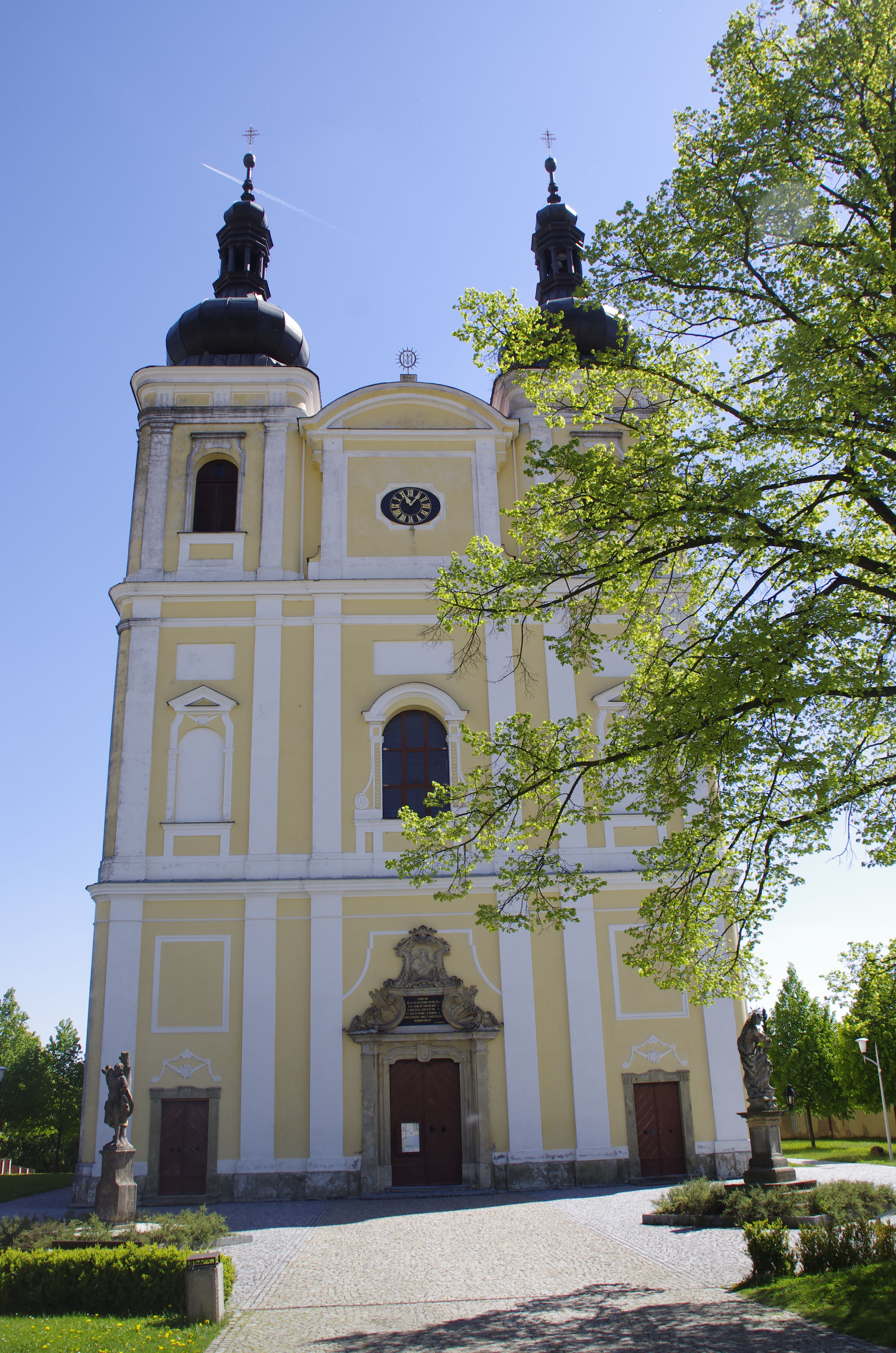
Kostel sv. J. Křtitele

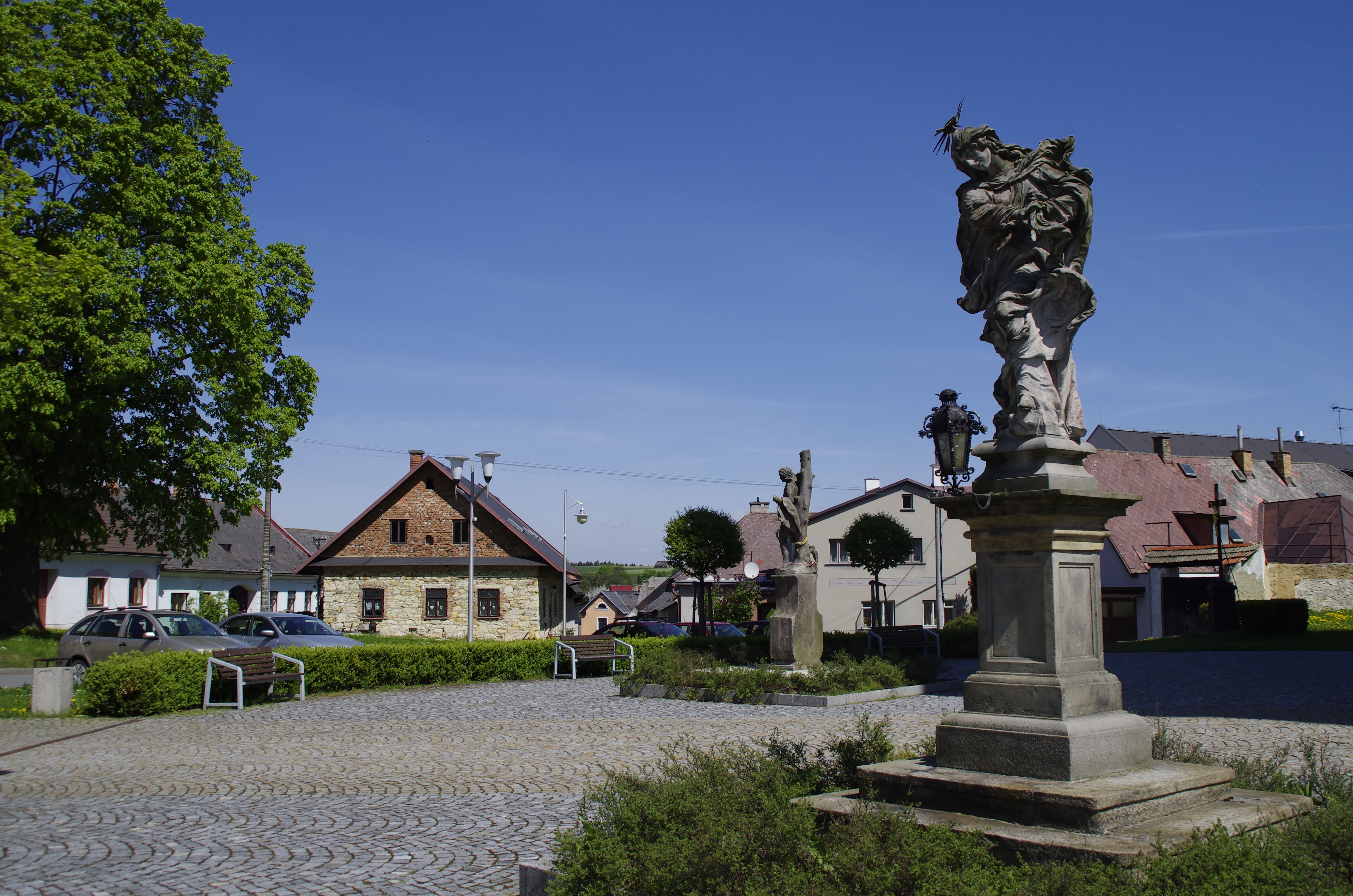
Sochařská výzdoba na náměstí

- Kostel svatého Jana Křtitele – Původní stavba pocházela zřejmě ze 12. století a prošla řadou změn. Nejvýznamnější byla přestavba z roku 1601, kterou nechal provést Jan Bezdružický z Kolovrat. Roku 1692 došlo k dostavbě budovy fary, na jejímž průčelí můžeme vidět znak tehdejších majitelů panství – pánů z Martinic a Valderode. V roce 1682 založila hraběnka Anna Kateřina z Martinic s povolením papeže karmelitánské bratrstvo. Do dnešní podoby byl kostel vystavěn v letech 1722–1726 tehdejším majitelem panství Františkem Rudolfem z Hohenemsu. Kostel byl vysvěcen 27. října 1726, uvnitř byl ale vybaven pouze oltářem a kazatelnou, obojí pocházelo z původního kostela. Trvalo dalších 30 let, než byl kostel zcela vybaven. Poslední velkou opravu kostel prodělal v letech 1985–1986. Tuto opravu inicioval a řídil tehdejší děkan ThDr. PhDr. Eduard Broj.
Z bohaté obrazové výzdoby stojí za zmínku např. příběhy ze života Kristova, 11 obrazů apoštolů, obrazy křížové cesty. Nad hlavním oltářem se nachází obraz sv. Jana Křtitele, který doplňují sochy jeho rodičů – Alžběty a Zachariáše.
- Zámek Bystré - renesanční budova z roku 1585; za Františka Rudolfa z Hohenembsu barokně upraven
- Radnice – První radní dům postavený v roce 1560 byl zčásti zděný a zčásti dřevěný a součástí byla městská šatlava. V roce 1716 se rozhodnutím Jakuba Hanibala z Hohenemsu začalo s výstavbou nové radnice, na jejíž výstavbu věnoval 330 kmenů dříví a 39 700 ks cihel. Dokončena byla o tři roky později. Budova byla zděná se sedlovou střechou a cibulovitou věží s hodinovým strojem. V radnici byla také tehdy šatlava.
Roku 1844 byla radnice opravena, ovšem o 55 let později poškozena požárem. Další opravy byly provedeny ve 20. století. Roku 1947 byly vyměněny původní krovy a jako krytina zvolena namísto šindele břidlice. V letech 1974–1975 byly provedeny úpravy obřadní síně. Zatím poslední rekonstrukce byly provedeny v letech 2002 a 2004.
- Socha Panny Marie Sedmibolestné na náměstí Na podkově
- Socha svatého Prokopa
- Socha svatého Šebestiána
- Pomník obětem 2. světové války
- Sochy svatého Václava a svatého Jana Nepomuckého na mostě
- Fara – barokní budova z let 1692–1697
- Bývalá církevní škola s reliéfem Panny Marie
- Sokolovna
- Vápenka u bývalé střelnice Svazarm
- Brtounova chalupa

## Části města
- Bystré
- Hamry

## V kultuře

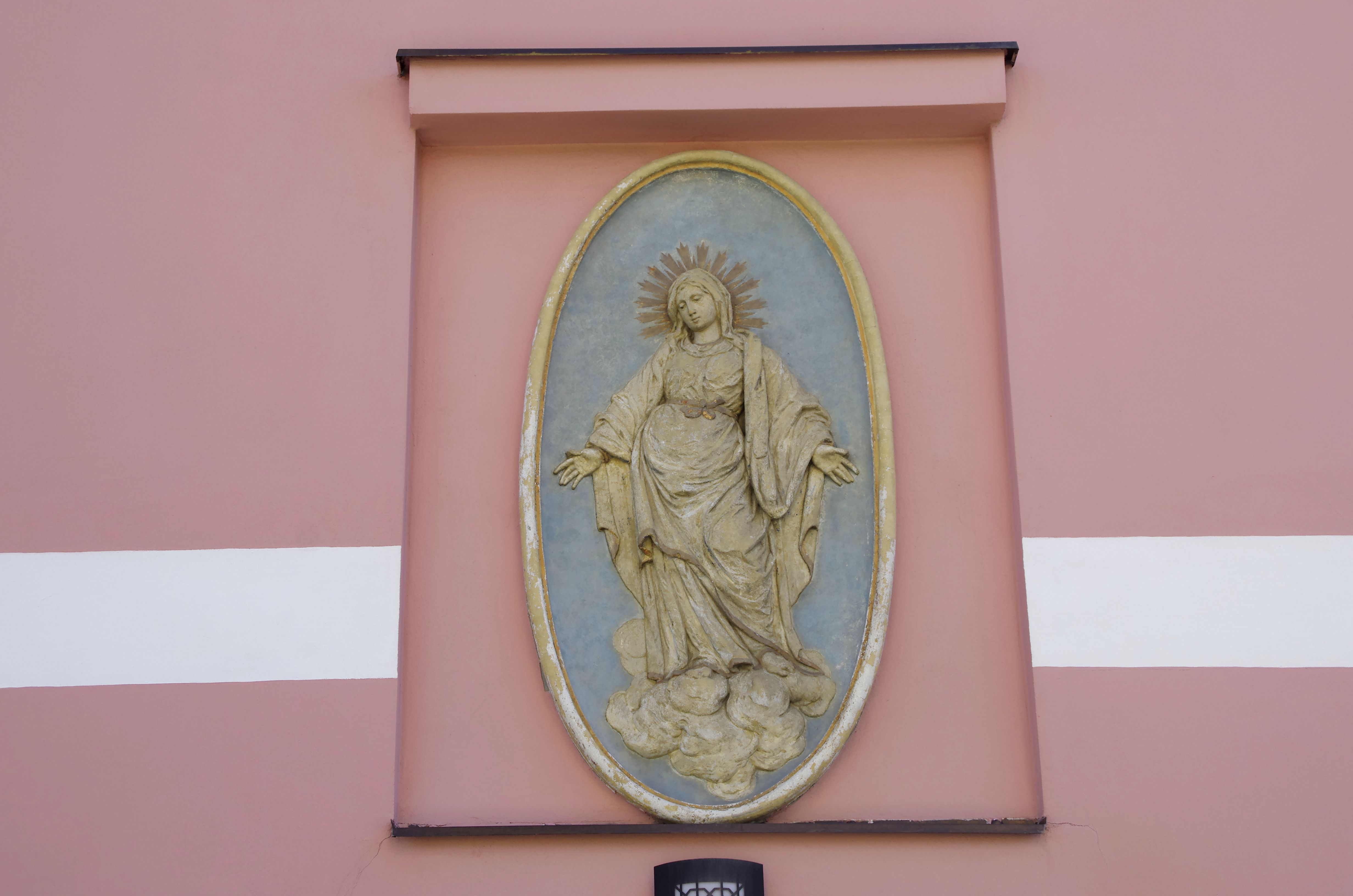
Reliéf Panny Marie na budově ZUŠ

Režisér Vojtěch Jasný si Bystré a jeho okolí vybral pro svůj film Všichni dobří rodáci, který byl natočen roku 1968, a pro jeho volné pokračování Návrat ztraceného ráje, které bylo natočeno roku 1999.

## Partnerská města
- Aldeburgh, Spojené království (vystoupil)
- Hohenems, Rakousko
- Kilingi-Nõmme, Estonsko
- Kirchheim, Rakousko
- Mellionnec, Francie
- Paxos, Řecko
- Pergine Valdarno, Itálie
- Porrúa, Španělsko
- Schachdorf Ströbeck, Německo
- Tommerup, Dánsko
- Wijk aan Zee, Nizozemsko

V roce 1999 podepsali zástupci výše uvedených obcí „Chartu vesnic“. Projekt partnerství je zaměřen na hlavní myšlenku „Charty“, že Evropu netvoří pouze města, že je tvořena i vesnicemi. V roce 2012 bylo město Bystré hostitelskou obcí festivalu Kultura evropského venkova Bystré 2012.

## Osobnosti
- Zdenka Košáková – zahradní architektka, návrhářka, malířka
- František Mensi – kněz a hudební skladatel
- Karel Zámečník – redaktor Československého rozhlasu, regionální historik a prozaik
- Ing. Vojtěch Kryšpín - konstruktér lokomotiv

## Fotogalerie

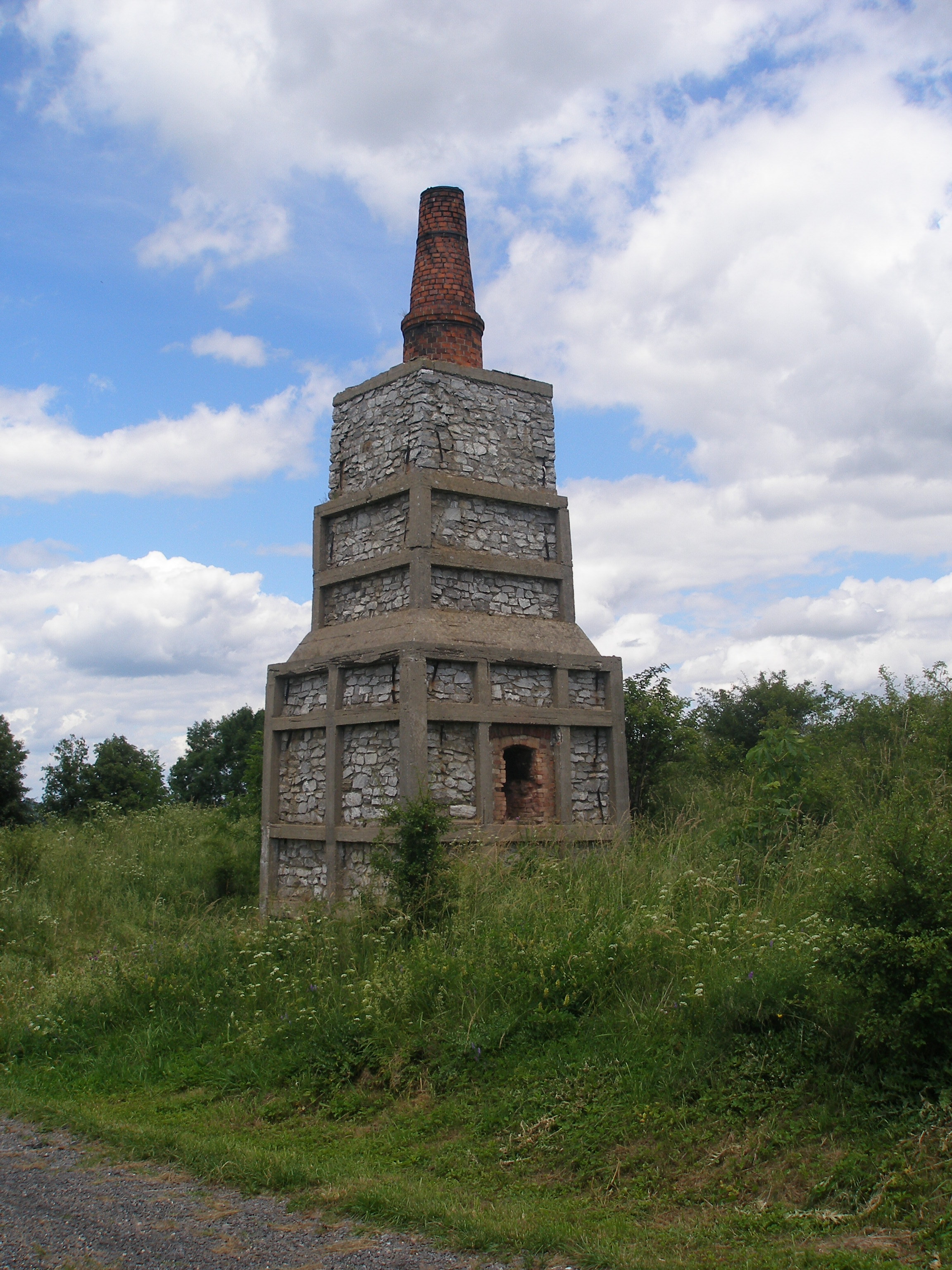
Stará vápenka
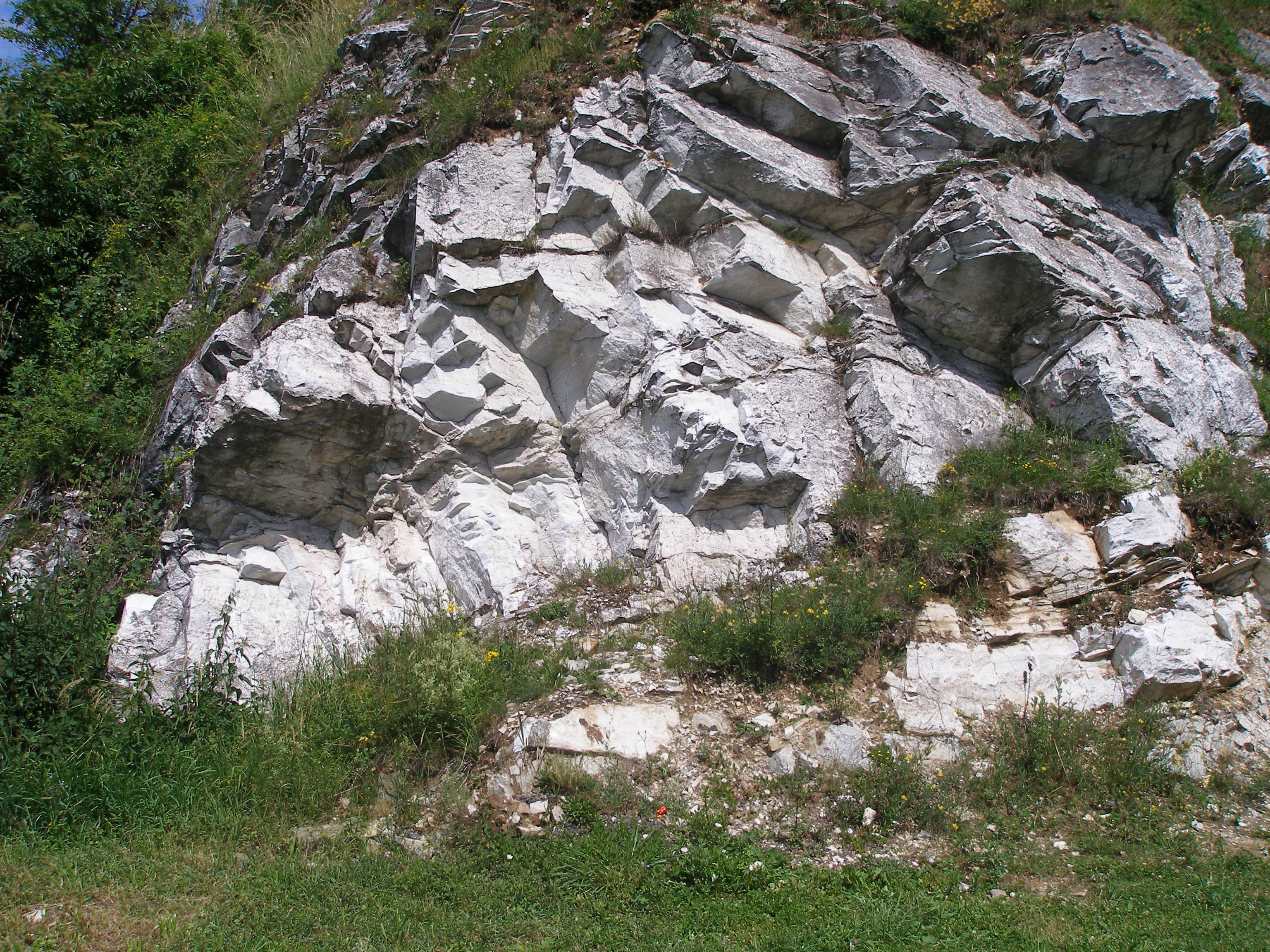
Zaniklý vápencový lom
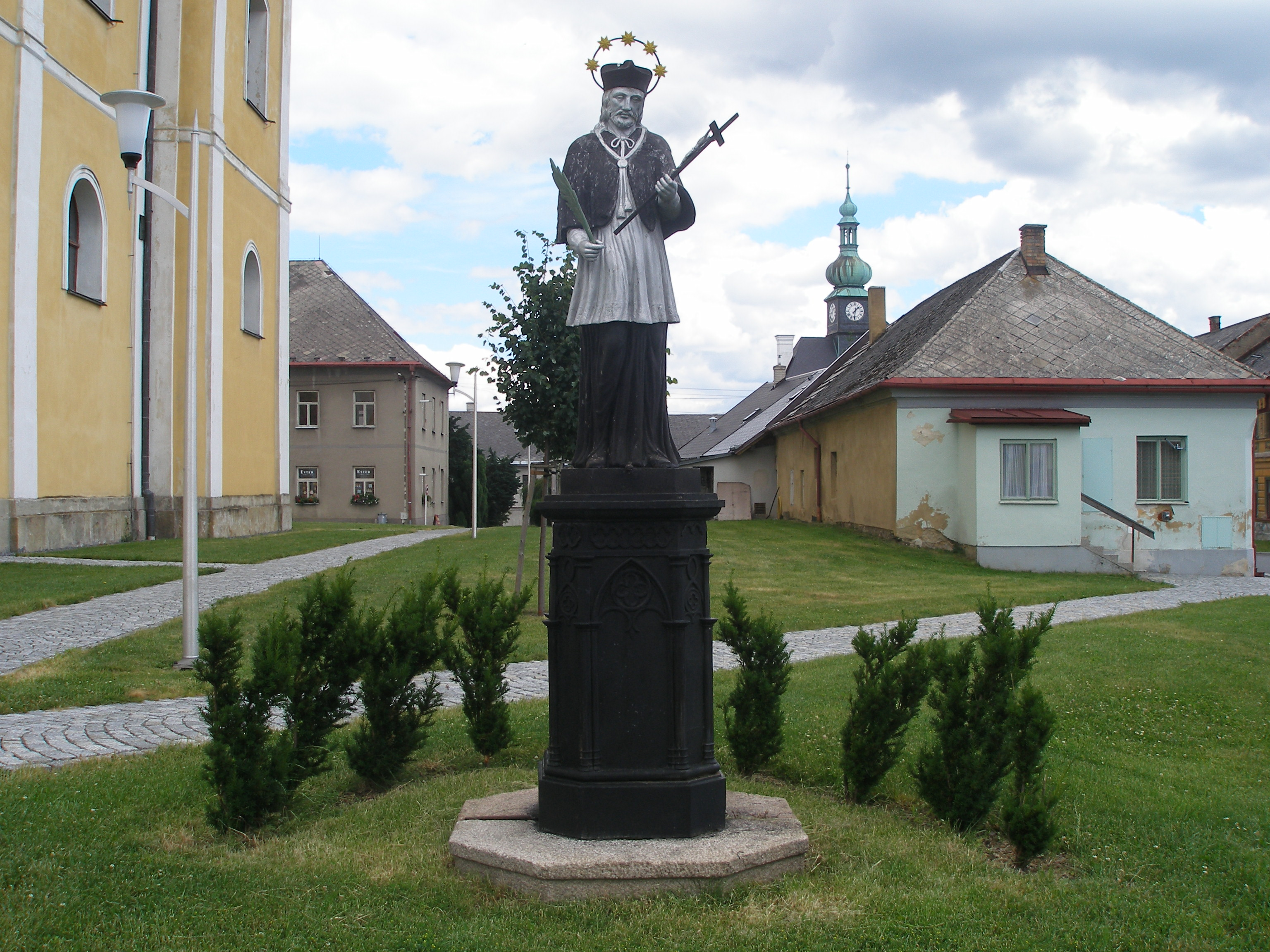
Socha Jana Nepomuckého na bysterském náměstí
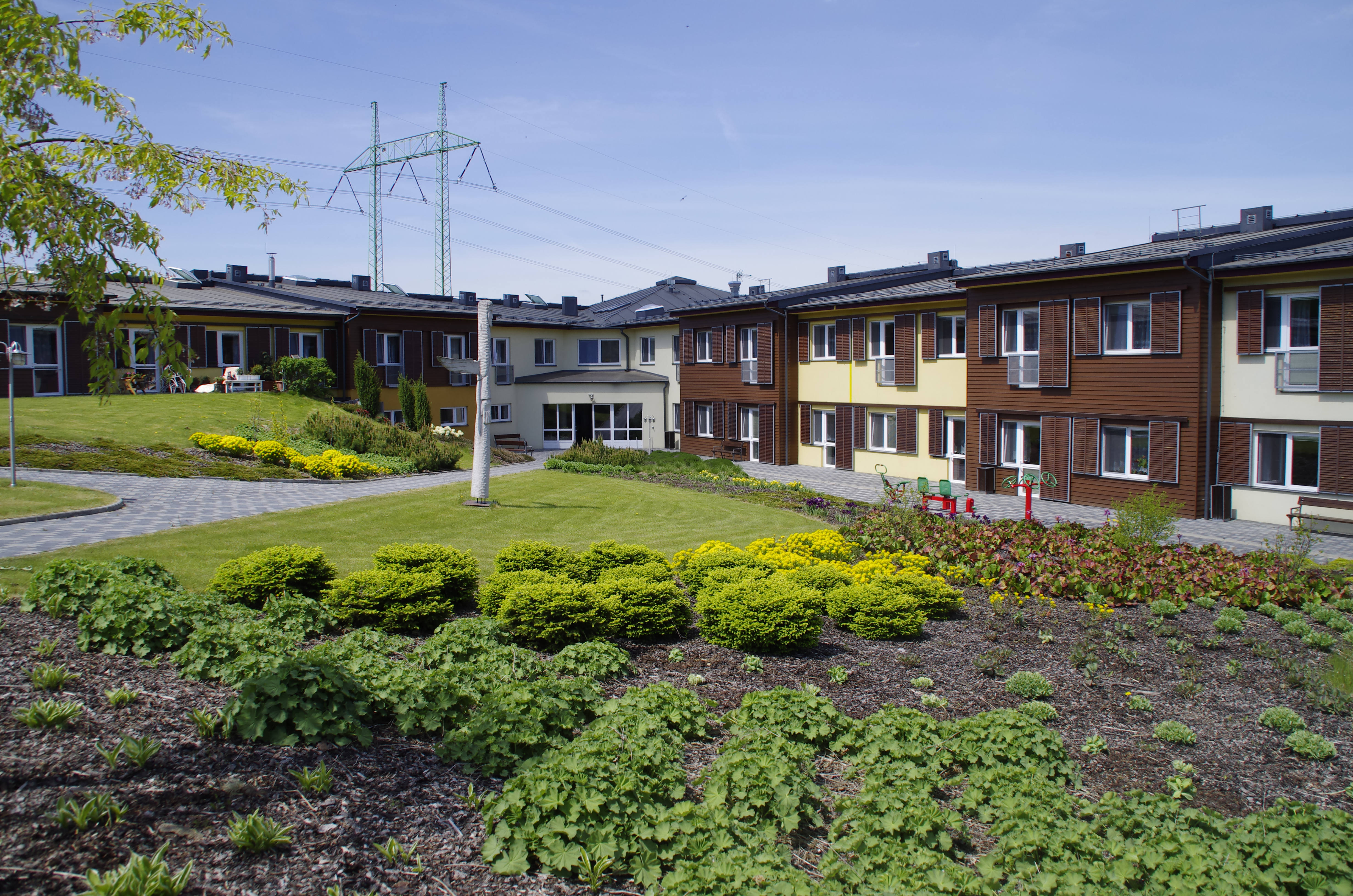
Domov pro seniory
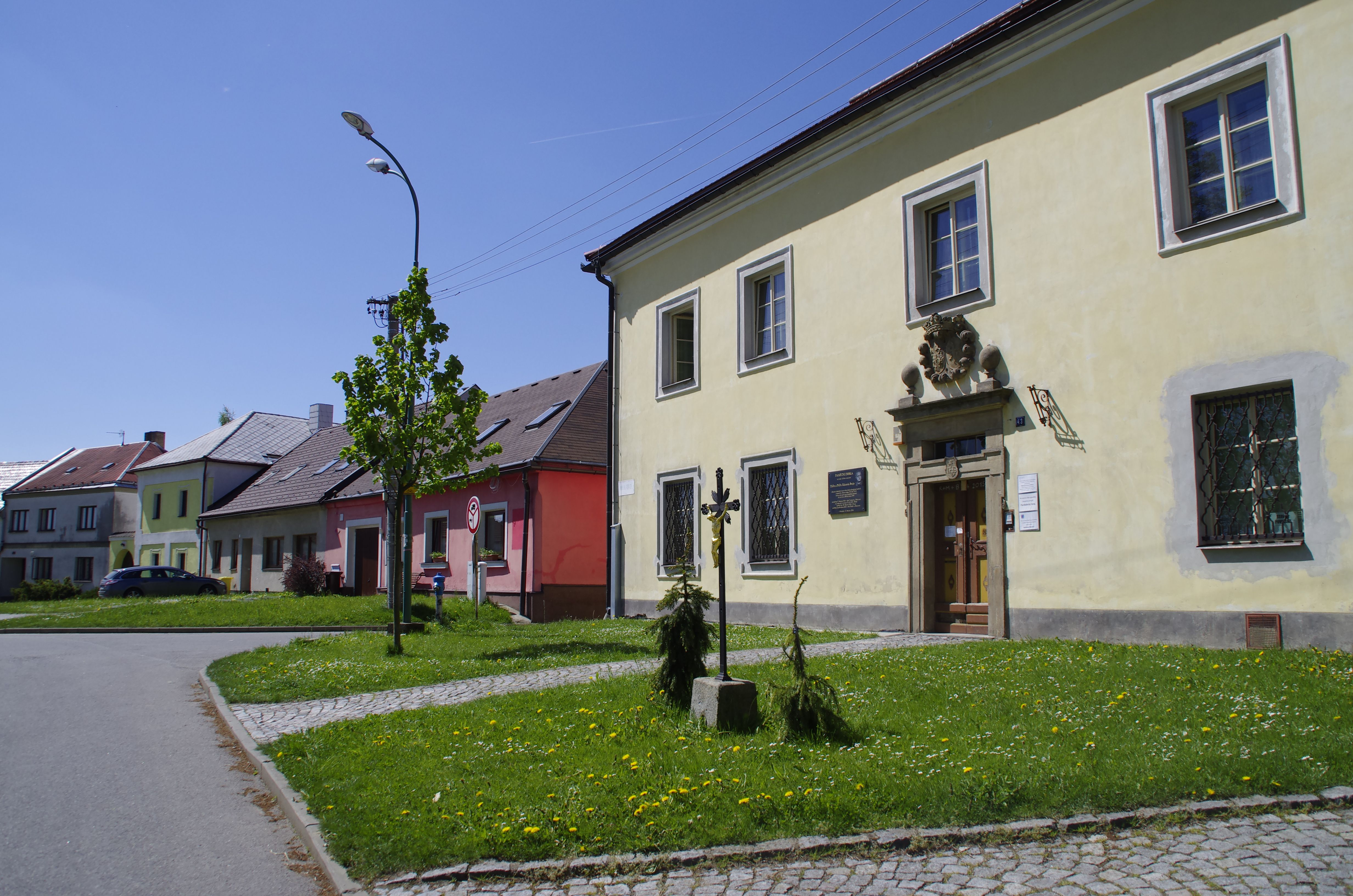
Fara na náměstí